# Proleterka
Proleterka è un romanzo dell'autrice italiana di origine svizzera Fleur Jaeggy, pubblicato da Adelphi e vincitore del Premio Viareggio nel 2002.
È stato tradotto in lingua francese nel 2003 e pubblicato da Gallimard.

## Trama
Il romanzo racconta il percorso di formazione di una ragazza di sedici anni. Affidata alla nonna in seguito al divorzio dei genitori, la protagonista-narratrice accompagna il padre malato in quello che probabilmente sarà il loro ultimo viaggio insieme: una crociera di due settimane in Grecia a bordo della nave jugoslava Proleterka. Sarà l'occasione per la giovane di conoscere meglio l'uomo.